# Publio Cornelio Scipione Nasica
Publio Cornelio Scipione Nasica (in latino Publius Cornelius Scipio Nasica; Roma, ... – ...; fl. III-II secolo a.C.) è stato un generale romano vissuto a cavallo tra III e II secolo a.C.

## Biografia
Nato a Roma, figlio di Gneo Cornelio Scipione Calvo, cugino di Publio Cornelio Scipione Africano e fratello di Megulia Dotata, fu eletto console nel 191 a.C., inviato a fronteggiare i Lusitani e i Galli Boi in campagne militari che lo videro vittorioso in entrambe.
Plinio il vecchio lo ricorda nei suoi scritti quando nel 204 a.C. il Senato lo designa quale cittadino più virtuoso e adatto ad accogliere ad Ostia la statua di Cibele fatta giungere dal santuario di Pessinunte per trarne favori nella seconda guerra punica e introducendo così ufficialmente a Roma il primo culto straniero.
Nel 183 a.C. fu incaricato sempre dal Senato insieme ai consoli Lucio Manlio Acidino e Gaio Flaminio di fondare una colonia ai confini dell'Italia nord Orientale: nel 181 a.C. portò a termine l'incarico fondando la città di Aquileia. Cicerone, nel suo De Oratore (II, 68, 276) riferisce un divertente aneddoto tra Nasica ed il poeta latino Quinto Ennio, di cui era estimatore ed amico.